# Nikki S. Lee
Nikki S. Lee, właśc. Lee Seung-Hee (ul. 15 listopada 1970 w Geochang, Korea Południowa) – fotograf urodzona w Korei Południowej. Studiowała i rozpoczęła karierę fotograficzną w Nowym Jorku. Obecnie mieszka i pracuje w Seulu.

## Życiorys
Lee Seung-Hee marzyła o karierze aktorki. Nie podobało się to rodzicom. Zniechęcili ją nawet do wstąpienia do szkoły filmowej. W 1993 uzyskała BFA (licencjat sztuk pięknych) College of Arts na Uniwersytecie Chung-Ang w Seulu.
Po przyjeździe do Stanów Zjednoczonych (w 1994) przyjęła nazwisko Nikki S. Lee.
W 1996 ukończyła Fashion Institute of Technology w Nowym Jorku. Studiowała fotografię modową i reklamową na Uniwersytecie Nowojorskim. 1998 roku zdobyła tytuł magistra fotografii. Podczas studiów pracowała jako asystentka fotografa mody Davida LaChapelle.
W 1999 roku porzuciła fotografię komercyjną i zajęła się twórczością artystyczną. W 2008 roku wróciła do Seulu.
W 2007 roku Lee wyszła za mąż za Teo Yoo.

## Kariera
Podczas realizacji cyklu Projekty (1997 – 2001) dociera do środowisk różnych subkultur oraz grup etnicznych. Stara zasymilować się z nimi, naśladując ich styl, maniery czy zwyczaje. Zwykle wystarczyło przebranie czy odpowiednia biżuteria. Zdarzało się, że korzystała z usług wizażystów. Czasem musiała specjalnie nauczyć się nowych rzeczy jak np. jazda na deskorolce. Na całość składały się między innymi: The Drag Queen Project, The Punk Project, The Young Japanese Project, The Seniors Project, The Hispanic Project oraz The Skateboarders Project. Cykle te składają się ze zdjęć grupowych, często wykonywanych przez przyjaciół lub przypadkowych przechodniów. Wykorzystała proste, amatorskie aparaty fotograficzne.
W 1999 roku prace Lee pokazano na wystawie w galerii Leslie Tonkonow w Nowym Jorku.
W 2002 roku otrzymała The Louis Comfort Tiffany Foundation Award.
Cykl Części (2003 – 2006) to seria zdjęć samej Lee wraz z partnerami. Kadrowała zdjęcia, tak by pozostać samą na zdjęciu. Następnie, dodawała fotografii ramkę tylko z tej strony, na której się ona znajduje. Podkreślała w ten sposób, że fotografia jest fragmentem większej całości.
W ostatnim projekcie Warstwy Nikki S. Lee bada swoją tożsamość poprzez postrzeganie samej siebie w różnych kontekstach kulturowych. Podróżując po całym świecie, w każdym mieście prosiła trzech lokalnych artystów, by sportretowali ją na przezroczystej kalce. Następnie, układała te szkice jeden na drugim, podświetlała je i robiła zdjęcia.
Lee wyreżyserowała film AKA Nikki S. Lee. Wcieliła się w nim w dwie wersje jej samej – Nikki One (poważną, ułożoną artystkę) oraz Nikki Two (łamiącą wszelkie reguły). Premiera filmu odbyła się 5 października 2006 roku w Museum of Modern Art.

## Cykle fotograficzne
- 1997-01 – Projekty;
- 2002-05 – Części[1];
- 2007-08 – Warstwy[8].

## Wystawy indywidualne
- 1999 – Leslie Tonkonow Artworks + Projects, Nowy Jork;
- 2000 – Gallery Gan, Tokio;
- 2000 – Stephen Friedman Gallery, Londyn;
- 2001 – Nikki S. Lee: Projects, The Institute of Contemporary Art, Boston;
- 2001 – Nikki S. Lee, Museum of Contemporary Photography, Chicago;
- 2001 – Leslie Tonkonow Artworks + Projects, Nowy Jork;
- 2001 – Yerba Buena Center for the Arts, San Francisco;
- 2002 – Nikki S. Lee: Projects, Clough-Hanson Gallery, Rhodes College, Memphis;
- 2002 – Galerîa Senda, Barcelona;
- 2003 – Assumed Identities, The Cleveland Museum of Art, Cleveland;
- 2003 – Nikki S. Lee: Parts, Leslie Tonkonow Artworks + Projects, Nowy Jork;
- 2003 – Nikki S. Lee, Le Chateau d’Eau, Toulouse;
- 2004 – Parts & Projects, Numark Gallery, Washington;
- 2005 – Nikki S. Lee: Parts, Kemper Museum of Contemporary Art, Kansas City;
- 2005 – Parts and Projects, Galerie Anita Beckers, Frankfurt;
- 2006 – In production, LT/Shoreham Gallery, New York;
- 2007 – Nikki S. Lee: Projects and Parts, GAK, Bremen;
- 2008 – Layers, Sikkema Jenkins & Co., Nowy Jork;
- 2011 – Nikki S. Lee: Projects, Parts and Layers, One and J Gallery, Seul;
- 2015 – Yours, One and J. Gallery, Seoul;
- 2019 – Parts and Scenes, Various Small Fires, Los Angeles;
- 2000 – Gallery Gan, Tokio
- 2000 – Stephen Friedman Gallery, Londyn;
- 2001 – Nikki S. Lee: Projects, The Institute of Contemporary Art, Boston;
- 2001 – Nikki S. Lee, Museum of Contemporary Photography, Chicago;
- 2001 – Leslie Tonkonow Artworks + Projects, Nowy Jork;
- 2001 – Yerba Buena Center for the Arts, San Francisco;
- 2002 – Nikki S. Lee: Projects, Clough-Hanson Gallery, Rhodes College, Memphis;
- 2002 – Galerîa Senda, Barcelona;
- 2003 – Assumed Identities, The Cleveland Museum of Art, Cleveland;
- 2003 – Nikki S. Lee: Parts, Leslie Tonkonow Artworks + Projects, Nowy Jork;
- 2003 – Nikki S. Lee, Le Chateau d’Eau, Toulouse;
- 2004 – Parts & Projects, Numark Gallery, Washington;
- 2005 – Nikki S. Lee: Parts, Kemper Museum of Contemporary Art, Kansas City;
- 2005 – Parts and Projects, Galerie Anita Beckers, Frankfurt;
- 2006 – In production, LT/Shoreham Gallery, Nowy Jork;
- 2007 – Nikki S. Lee: Projects and Parts, GAK, Bremen;
- 2008 – Layers, Sikkema Jenkins & Co., Nowy Jork;
- 2011 – Nikki S. Lee: Projects, Parts and Layers, One and J Gallery, Seul;
- 2015 – Yours, One and J. Gallery, Seul;
- 2019 – Parts and Scenes, Various Small Fires, Los Angeles[9].

## Kolekcje
- Museum of Contemporary Art, Los Angeles;
- Museum of Contemporary Photography, Chicago;
- Hirshhorn Museum and Sculpture Garden, Washington, D.C.;
- International Center of Photography, Nowy Jork;
- Solomon R. Guggenheim Museum, Nowy Jork;
- Fukuoka Asian Art Museum, Japonia;
- National Museum of Women in the Arts, Washington, D.C.;
- Indianapolis Museum of Art, Indianapolis;
- Kemper Museum of Contemporary Art, Kansas City;
- University of Michigan Museum of Art, Ann Arbor;
- Harvard Art Museums, Cambridge;
- Museum of Fine Arts, Houston;
- Metropolitan Museum of Art, Nowy Jork;San Francisco;
- San Francisco Museum of Modern Art, San Francisco;
- Princeton University Art Museum, Princeton.

## Nagrody
- 2002 – The Louis Comfort Tiffany Foundation Award[2]

## Publikacje
- Nikki S. Lee – Projects. Hatje Cantz Publishers, Ostfildern-Ruit 2001, ISBN 3-7757-1091-4.
- Nikki S. Lee – Parts. Hatje Cantz Publishers, Ostfildern-Ruit 2005, ISBN 978-3-7757-1672-7.

## Filmy
- 2006 – AKA NIkki S. Lee;